# بخش پامیئر
بخش پامیئر (به فرانسوی: Arrondissement de Pamiers) یک بخش در فرانسه است که در آرییژ واقع شده‌است.